# Gesetz über den Ladenschluss
Das Ladenschlussgesetz (Abkürzung LadSchlG) war ein deutsches Bundesgesetz zur Regelung der Öffnungszeiten von Verkaufsstellen im Sinne von § 1 Abs. 1.
Seit der Föderalismusreform 2006 liegt die Gesetzgebungskompetenz über die Ladenöffnungszeit bei den Bundesländern. Die meisten Bundesländer gestatten vor allem an gewöhnlichen Werktagen weitaus längere Öffnungszeiten als das Bundesgesetz, siehe Ladenöffnungszeit#Deutschland.

## Wesentliche Inhalte
Ziel des Ladenschlussgesetzes war es, die Beschäftigten im Einzelhandel unter Berücksichtigung der Interessen der Geschäftsinhaber und der Verbraucher vor überlangen und sozial ungünstigen Arbeitszeiten zu schützen.
Nach § 3 des Gesetzes mussten Verkaufsstellen zu folgenden Zeiten für den geschäftlichen Verkehr mit Kunden geschlossen sein:
1. an Sonn- und Feiertagen,
2. montags bis samstags bis 6 Uhr und ab 20 Uhr,
3. am 24. Dezember, wenn dieser Tag auf einen Werktag fällt, bis 6 Uhr und ab 14 Uhr.
Verkaufsstellen für Bäckerwaren durften den Beginn der Ladenöffnungszeit an Werktagen auf 5.30 Uhr vorverlegen. Die beim Ladenschluss anwesenden Kunden durften noch bedient werden.
Abweichungen waren in § 4-15 für Apotheken, Kioske für den Verkauf von Zeitungen und Zeitschriften, Tankstellen, Verkaufsstellen auf Bahnhöfen, Flug- und Fährhäfen, Kur- und Erholungsorte, ländliche Gebiete während der Zeit der Feldbestellung und der Ernte usw. vorgesehen.
Der besondere Schutz der Arbeitnehmer wurde ausdrücklich in § 17 beschrieben.
Zum Schluss wurden Straftaten oder Ordnungswidrigkeiten geregelt (§ 24, § 25).